# Moshe de León
Moshe de León (León of Guadalajara, circa 1250 - Arévalo, 1305), in het Ladino bekend als Moshe ben Sem Tob de León en in het Hebreeuws als Moshe ben Shem-Tov Di-Leon (משה בן שם-טוב די-ליאון), was een Sefardische rabbijn en kabbalist die wordt beschouwd als de componist of redacteur van de Zohar. Het is een kwestie van controverse of het zijn eigen werk is, of dat hij commentaren heeft overgenomen door ze op schrift te zetten. Hoe dan ook schreef hij het werk in kunstmatig Aramees.

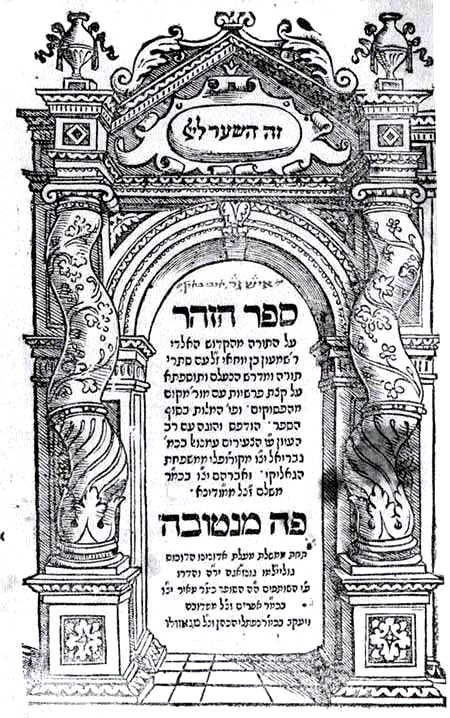
Titelblad van de eerste editie van de Zohar, 1558.

Als volgeling van Maimonides ontwikkelde de León zich - door de bestudering van neoplatonische teksten - tot de meest invloedrijke vertegenwoordiger van de theosofische (Sefirot-theologische) richting.
De León werd geboren in het koninkrijk León en werd verenigd met de Kroon van Castilië. Het is overigens niet helemaal duidelijk waar precies hij geboren werd: sommige bronnen beweren Guadalajara, en dat hij door zijn vader aan de achternaam de León kwam, terwijl anderen beweren dat hij in León geboren werd. In ieder geval is bekend dat hij dertig jaar doorbracht in zowel Guadalajara als Valladolid voordat hij verhuisde naar Ávila, waar hij de rest van zijn leven doorbracht. Hij stierf in Arévalo in 1305 terwijl hij onderweg was naar huis.